# State Shield 2006/07
Die State Shield 2006/07 war die 36. Austragung der nationalen List-A-Cricket-Meisterschaft in Neuseeland. Der Wettbewerb wurde zwischen dem 23. Dezember 2006 und 10. Februar 2007 zwischen den sechs neuseeländischen First-Class-Mannschaften ausgetragen. Im Finale konnten sich die Auckland Aces gegen die Otago Volts mit 5 Wickets durchsetzen.

## Format
Die sechs Mannschaften spielen in einer Gruppe jeweils zwei Mal gegen die anderen Mannschaften. Für einen Sieg gibt es vier Punkte, für ein Unentschieden oder No Result zwei und für eine Niederlage keinen Punkt. Ein Bonuspunkt wird vergeben, wenn bei einem Spiel die eigene Run Rate die des Gegners um das 1,25-Fache übersteigt. Des Weiteren ist es möglich, dass Mannschaften Punkte abgezogen bekommen, wenn sie beispielsweise zu langsam spielen. Der Zweit- und Drittplatzierte der Vorrunde spielen ein Halbfinale, dessen Sieger gegen den Ersten der Vorrunde im Finale den Sieger des Turniers ermitteln.

## Resultate

### Gruppenphase
Tabelle
| Teams              | Sp. | S | N | U | R | NR | A | BP | Ded | Punkte | NRR    |
| ------------------ | --- | - | - | - | - | -- | - | -- | --- | ------ | ------ |
| Otago              | 10  | 7 | 3 | 0 | 0 | 0  | 0 | 2  | 0   | 30     | +0.128 |
| Wellington         | 10  | 6 | 3 | 0 | 0 | 0  | 1 | 2  | 0   | 28     | +0.161 |
| Auckland           | 10  | 5 | 3 | 0 | 0 | 0  | 2 | 1  | 0   | 25     | +0.291 |
| Northern Districts | 10  | 4 | 6 | 0 | 0 | 0  | 0 | 2  | 0   | 18     | −0.166 |
| Central Districts  | 10  | 3 | 5 | 0 | 0 | 0  | 2 | 1  | 0   | 17     | +0.140 |
| Canterbury         | 10  | 2 | 7 | 0 | 0 | 0  | 1 | 0  | 0   | 10     | −0.531 |

## Playoffs

### Halbfinale
| 6. Februar Scorecard | Wellington | Auckland 259-9 (50)          | – | Wellington 188 (45.1) |
|                      |            | Auckland gewinnt mit 71 Runs |   |                       |

### Finale
| 10. Februar Scorecard | Dunedin | Otago 119 (41.4)               | – | Auckland 120-5 (21.3) |
|                       |         | Auckland gewinnt mit 5 Wickets |   |                       |